# Sinfonia Amazônica
Sinfonia Amazônica é o primeiro longa-metragem de animação da história do Brasil, lançado em 1953. Foi animado inteiramente por Anélio Latini Filho, que dedicou cerca de cinco anos de trabalho para adaptar diversos relatos folclóricos da região norte em um filme apenas com a ajuda de alguns poucos colaboradores, entre eles o seu irmão Mário Latini. O filme segue um formato semi-antológico, semelhante à Fantasia de Walt Disney, apresentando sete lendas da Floresta Amazônica: A lenda da Noite; A formação do Rio Amazonas; A lenda do fogo; Caipora; O Jabuti e a Onça; Iara; A lenda do Arco-Íris. As histórias são interligadas pelo indiozinho Curumi, que é acompanhado por um Boto durante o passeio pela floresta.

## Produção
Anélio fez sozinho cerca de 500.000 desenhos para realizar este longa metragem, criou suas próprias técnicas de sonorização na animação em uma época que o Brasil detinha pouquíssimos recursos nesta área. A maioria do que aprendeu, foi seguindo sua intuição e criando seus próprios procedimentos. Sua rotina de trabalho era chegar ao estúdio de animação as 8h00 da manhã e deixá-lo somente as 4h00 da madrugada do dia seguinte. Anélio Latini Filho contou apenas com a colaboração de seu irmão Mário Latini como Diretor de fotografia. Pessoas próximas a ele contam que esta rotina desgastante durante 5 anos de trabalho foi o grande causador de um problema pulmonar que o debilitou e mais tarde veio a se tornar um câncer, encerrando desta forma sua promissora vida.
Além do longa metragem, a produção possui um making-off que mostra a rotina de trabalho de Anélio e os detalhes da evolução da produção do filme.
Em 2009, Sinfonia Amazônica foi exibido no festival Anima Mundi.

## Prêmios
- Prêmio O Índio,1953, da Revista Jornal de Cinema, RJ, de Menção Especial.[2]
- Prêmio Saci, 1954, SP, de Menção Especial.[2]